# 野珠兰属
野珠兰属（学名：Stephanandra）是蔷薇科下的一个属，为灌木植物，分布于东亚。
属名Stephanandra源于希腊语stephanos（皇冠）和andros（雄蕊）的合成词，指本属植物雄蕊着生部位具毛。

## 下属物种
- 野珠兰 (华空木)　Stephanandra chinensis
- 小野珠兰 (小米空木)　Stephanandra incisa